# 호루몬야키

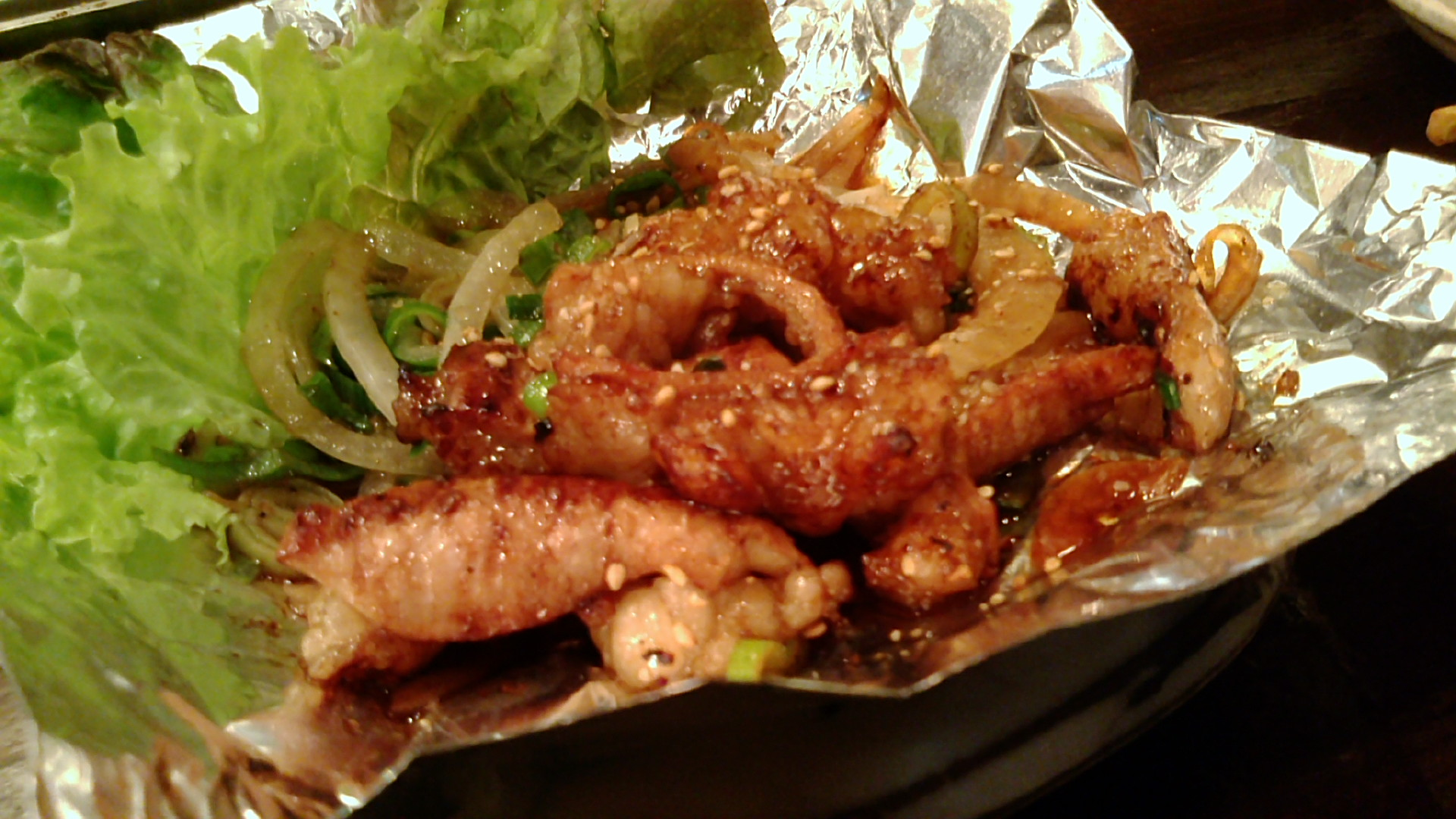
호루몬야키

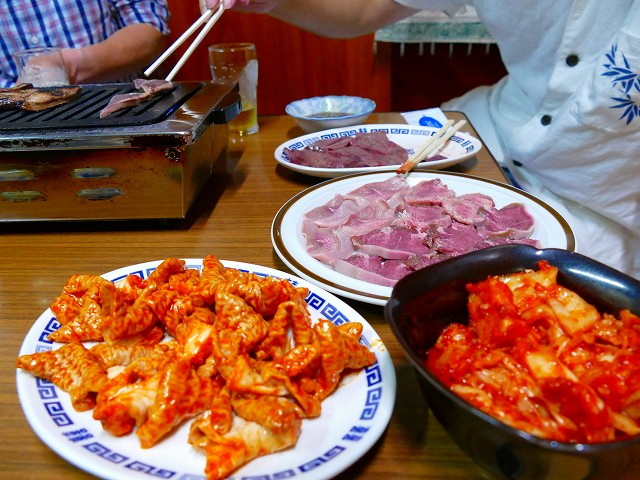
일본의 호루몬야키 전문점

호루몬야키(일본어: ホルモン焼き)는 소나 돼지의 내장으로 만든 일본 요리이다. 오사카에 있는 양식당의 셰프 키타자토 시게오가 이 요리를 고안하여 1940년에 상표를 등록했다. 원래 야키니쿠에서 파생되었다. 호루몬이라는 이름은 원래 그리스어에서와 같이 "자극"의 의도된 의미를 가진 "호르몬"이라는 단어에서 파생되었으며, 폐기물을 의미하는 간사이 방언 호루몬(放る物)과도 비슷하다. 호루몬야키는 "스태미나 빌딩" 음식으로 유명하다.
호루몬에는 쇠고기 또는 돼지고기가 사용될 수 있지만 일반적으로는 돼지고기가 더 많이 사용된다. 일반적인 호루몬에는 다음이 포함된다.
- 가리: 식도
- 하츠: 심장
- 하츠모토 ("하트 베이스"): 폐동맥*
- 코부코로: 자궁
- 오파이: 유방
- 사가리: 횡경막
- 시비레: 췌장
- 시로: 창자
- 테포: 직장